# Израильско-филиппинские отношения
Израильско-филиппинские отношения — международные двусторонние исторические и настоящие дипломатические, политические, военные, экономические, культурные и иные отношения между Израилем и Филиппинами.
Полноценные дипломатические отношения между двумя странами были установлены после подписания Договора о дружбе 26 февраля 1958 года. Израильское посольство в Маниле и филиппинское посольство в Тель-Авиве открылись в 1962 году. Посол Израиля на Филиппинах — Эфраим Бен-Матитьяху.

## История

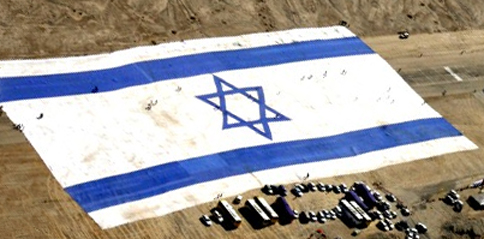
Гигантский флаг Израиля

Филиппины голосовали за Резолюцию ООН № 181 о разделе Палестины, что привело к созданию Государства Израиль в 1947 году. Филиппины были одной из 33 стран, которые поддержали образование Израиля и единственной азиатской страной, голосовавшей за принятие резолюции. Израиль и Филиппины установили полные дипломатические отношения в 1957 году. Посольства были открыты в Тель-Авиве и Маниле в 1962 году. В 1997 году обе страны подписали Меморандум о взаимопонимании, устанавливающий двусторонний политический диалог между МИДами обоих государств. Политический диалог сопровождается сотрудничеством в торговле, экономике, культурной сфере, технической помощи, науке, академическом обмене, туризме и т. д.
28 ноября 2007 года Кнессет почтил 33 страны, которые поддержали Резолюцию ООН № 181 во время празднования 60-й годовщины со дня образования Государства Израиль. Резолюция ООН, которая отметила дату 27 января как ежегодно отмечаемый день памяти жертв Холокоста, продвигалась группой стран, среди которых были Филиппины. В октябре 2012 года вице-президент Джейомар Бинэй посетил Израиль с пятидневным визитом, во время которого он встретился с президентом Шимоном Пересом в Иерусалиме.
В 2014 году Израиль посетил секретарь МИДа Альберто дель Росарио. Он обсуждал со своими израильскими коллегами вопросы развития сельского хозяйства в своей стране.
2-5 сентября 2018 года состоялся первый в истории с момента установления двусторонних дипломатических отношений в 1957 году визит президента Филиппин в Израиль. Родриго Дутерте прибыл в еврейское государство по приглашению главы правительства Биньямина Нетаньяху. Кроме встречи с ним, Дутерте также встретился с президентом Реувеном Ривлиным, представителями филиппинской общины и посетил мемориальный комплекс «Яд ва-Шем». На переговорах обсуждались темы двустороннего сотрудничества в сферах трудоустройства филиппинцев в Израиле, туризма, торговли, сельского хозяйства, борьбы с терроризмом и вооружений.

## Экономические связи

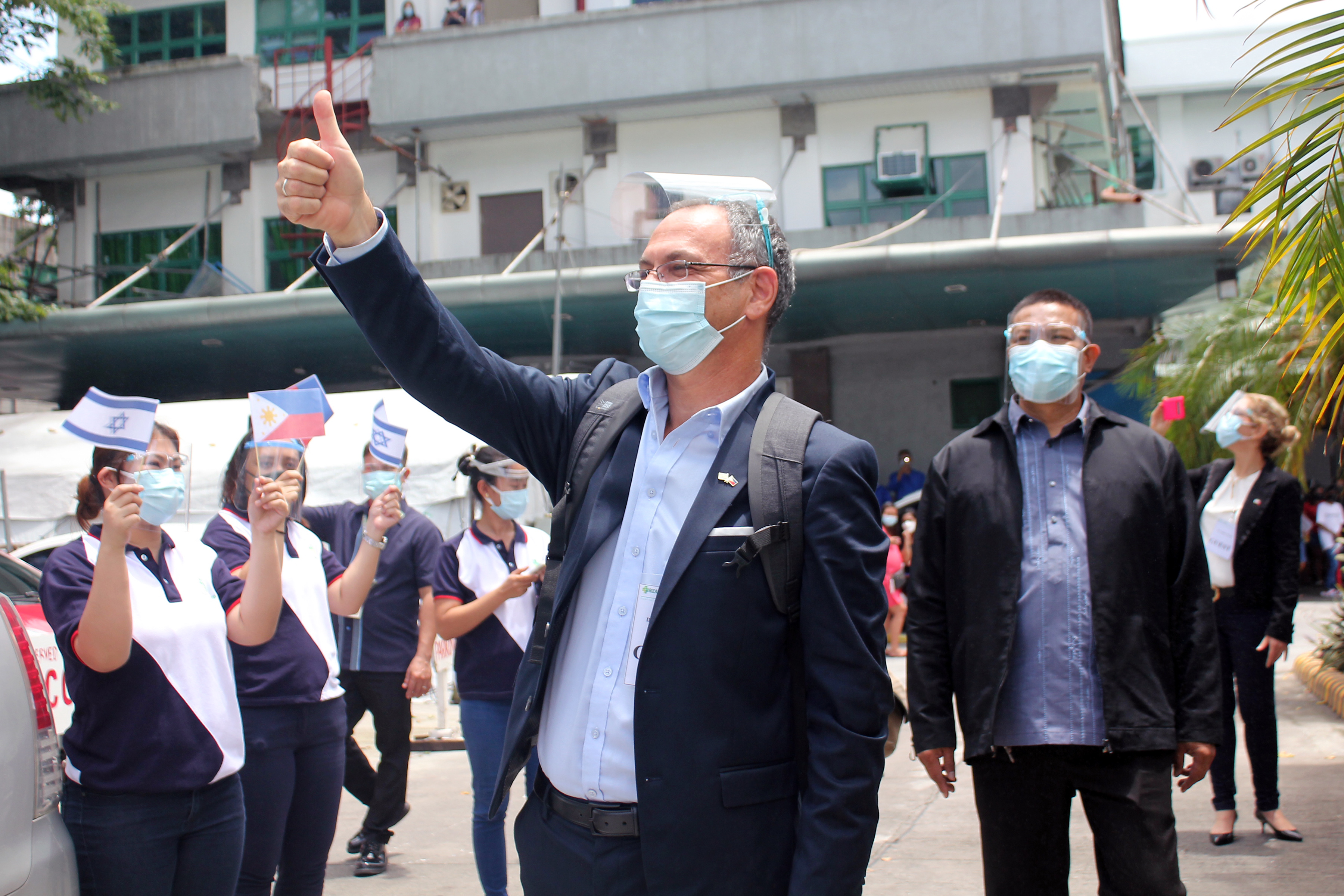
Израильский инфекционист и специалист по COVID-19, доктор Гай Хошен в Rizal Medical Center в городе Пасиг (2021)

Объёмы торговли между Израилем и Филиппинами продолжают расти, но остаются несущественными по сравнению с уровнем торговли Израиля с Европой или американскими странами. Израильский экспорт в Филиппины остается высоким по сравнению с импортом оттуда же. По состоянию на 2007 год израильский экспорт составлял $248 448 918, в то время как филиппинский экспорт в Израиль равнялся $33 929 631. Главной статьёй экспортного обмена между двумя странами остается электроника.
В 2004 году в Израиле были заняты от 37 155 до 50 000 филиппинских рабочих.
В июне 2022 года между двумя странами был подписан договор о торгово-экономическом сотрудничестве, в рамках которого будут устранены препятствия развитию двусторонней торговли.

## Культурные связи

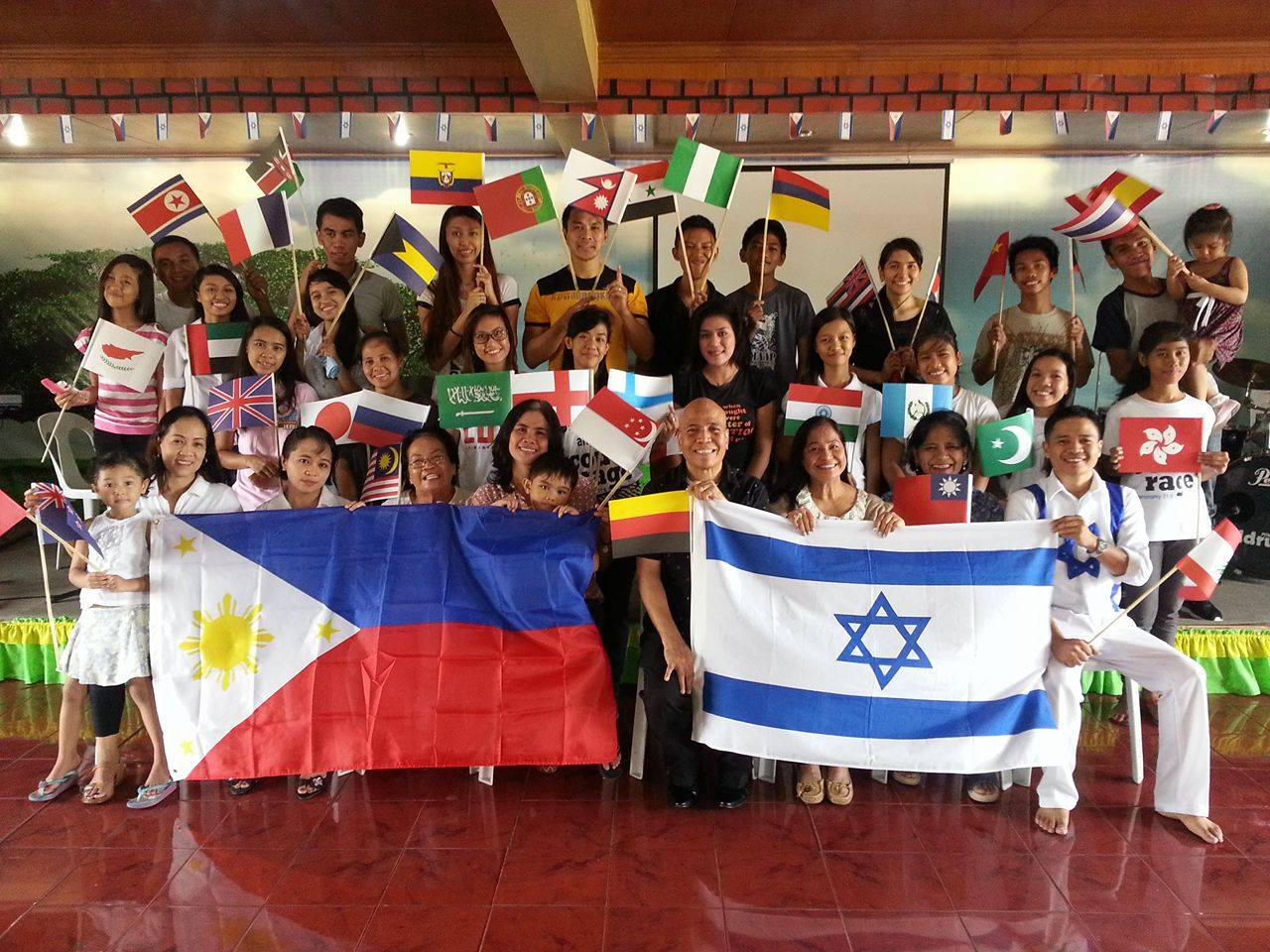
Епископ Армандо Крузем и его конгрегация на местном ежегодном празднике Day to Praise в честь Дня Независимости Израиля. Филиппины, 12 мая 2016 года

В 2007 году сестра Грейс Галиндес-Гупана (Grace Galindez-Gupana), филиппинская предпринимательница и сторонник Израиля, оплатила установку гигантского израильского флага в честь 50-летия установления дипломатических отношений между Израилем и Филиппинами.
Филиппинская ярмарка ежегодно проводится в Хайфе. В июле 2013 года, двухдневная ярмарка открылась в торговом комплексе «Castra», она была организована филиппинским посольством в Тель-Авиве и муниципалитетом Хайфы. На ярмарке работали киоски, где продавались филиппинские поделки и еда, а также была представлена культурная программа, где можно было ознакомиться с традиционной филиппинской музыкой и танцем. Фотовыставка «Вчера и сегодня: Взгляд на филиппино-израильские отношения сквозь года» была также открыта в торговом центре. Некоторые изображения относятся к филиппинской «политике открытых дверей» в 1930-х, когда более 1200 европейских евреев, бежавших от Холокоста, смогли найти убежище на Филиппинах.

## Военное сотрудничество
В июне 2013 года Филиппины проявили интерес к покупке ЗРК Spyder и зенитных управляемых ракет «Железный купол» согласно секретарю DND Voltaire Gazmin.
В январе 2014 года Вооружённые силы Филиппин согласились купить 28 израильских бронемашин.
Известно, что Филиппины используют различное вооружение, произведённое в Израиле, такое как огнестрельное оружие Галиль и TAR-21, и артиллерию.
В конце апреля 2018 года Израиль поставил в Филиппины ракеты «Spike ER» производства государственного оборонного концерна «Rafael». Эти ракеты предназначаются для новых многоцелевых десантных катеров.

## История евреев на Филиппинах
В сентябре 2021 года президент Филиппин Родриго Дутерте заявил о своём уходе из политики. На выборах 2022 года его партию возглавит его дочь, Сара Дутерте-Карпио, родившаяся от американской еврейки Элизабет Циммерман.